# Metriorhynchidae
Die Metriorhynchidae sind eine Gruppe ausgestorbener mariner Krokodilverwandter, die vom Mitteljura bis in die Unterkreide lebten. Ihre fossilen Überreste fand man in Europa sowie in Nord- und Südamerika. Sie waren die am stärksten dem Wasserleben angepassten Archosauria.

## Merkmale
Alle Metriorhynchidae waren stark an das Leben im Meer angepasst. Sie haben einen bis zwei Halswirbel weniger als die heutigen Krokodile, die Anzahl der Präsakralwirbel (Wirbel vor dem Becken) ist mit 26 allerdings höher. Die Wirbel sind an beiden Enden konkav (amphicoel), ein Kennzeichen aller urtümlichen Krokodilartigen. Am Ende des Schwanzes knickt die Wirbelsäule nach unten ab und stützt, ähnlich wie bei den Ichthyosauriern, eine hypocerke Schwanzflosse. Abdrücke der Schwanzflosse haben sich bei einigen in Deutschland gefundenen Exemplaren erhalten. Den bei allen anderen Krokodilen und Krokodilartigen üblichen Knochenpanzer unter der Haut haben die Metriorhynchidae verloren. Ihre Gliedmaßen sind zu Flossen umgewandelt.
Im Unterschied zu anderen Meereskrokodilen und den heute lebenden Krokodilen hatten die Metriorhynchidae in Anpassung an ihre pelagische Lebensweise keine Schuppen, sondern eine völlig glatte Haut wie Delfine. Durch lange Fasern in der Haut war sie elastisch.
Die obere Temporalöffnung, die die Metriorhynchidae wie alle Diapsiden haben, ist bei ihnen im Vergleich zu halbaquatischen und terrestrischen Krokodilartigen stark vergrößert. Die Ursache können besonders lange Kiefernmuskeln sein, die eine sehr weite Öffnung des Mauls ermöglichten. Die größte Art, Dakosaurus andiniensis, erreichte eine Länge von sechs Metern, andere große Arten erreichten Längen von vier bis fünf Metern.

## Lebensweise
Dass die fossilführenden Gesteine ihrer Fazies zufolge weit von der Küste entfernt im offenen Meer abgelagert wurden, spricht dafür, dass die Metriorhynchidae Hochseebewohner waren. Sie müssen schnelle Jäger gewesen sein, die sich von Fischen und Kopffüßern ernährt haben. Der erst 1996 in Patagonien gefundene Dakosaurus andiniensis hatte einen massigen Schädel und fraß wohl andere Meeresreptilien und große Meerestiere. Es ist unbekannt, wie sich die Metriorhynchidae fortgepflanzt haben. Sie können wie heutige Meeresschildkröten an Land gekrochen sein und Eier gelegt haben oder wie einige heutige Seeschlangen und die Ichthyosaurier lebendgebärend gewesen sein.

## Systematik

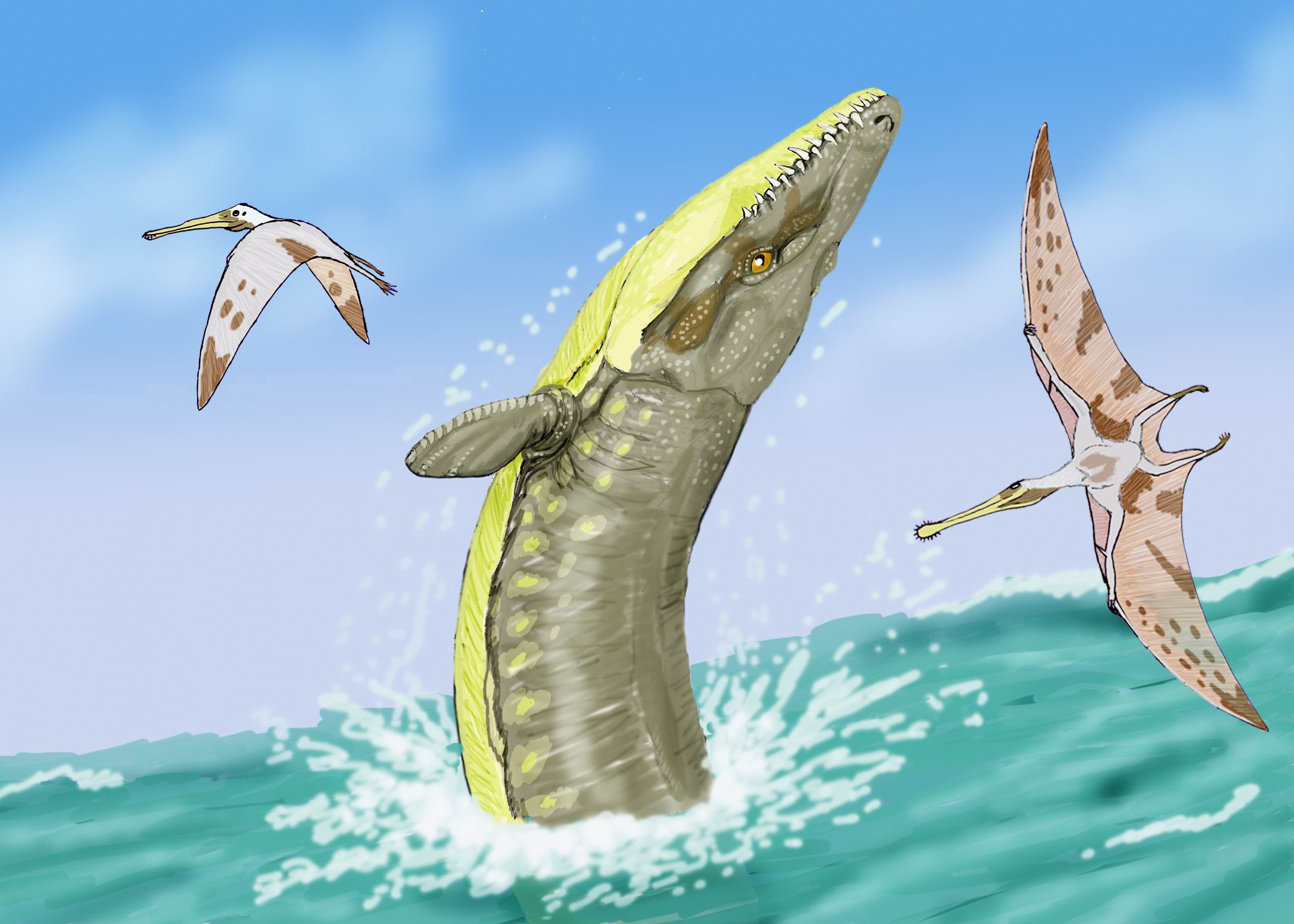
Dakosaurus maximus

Die nächsten Verwandten der Metriorhynchidae sind die Teleosauridae, mit denen sie die doppelt konkaven Wirbel, den Bau des Schädels sowie die Struktur des sekundären Gaumens gemeinsam haben. Mit ihnen und der Gattung Pelagosaurus bilden die Metriorhynchoidea das Taxon der Thalattosuchia.
Gattungen
- Unterfamilie: Metriorhynchinae Fitzinger, 1843
  - Metriorhynchus von Meyer, 1830
  - Enalioetes[3]
  - Gracilineustes Young et al., 2010
  - Rhacheosaurus von Meyer, 1831
  - Maledictosuchus Parrilla-Bel et al., 2013
  - Cricosaurus Wagner, 1858 (Synonym Enaliosuchus Koken, 1883)
- Unterfamilie: Geosaurinae Lydekker, 1889
  - Suchodus Lydekker, 1890
  - Purranisaurus Rusconi, 1948
  - Neptunidraco Cau & Fanti, 2011
  - Tyrannoneustes Young et al., 2010
  - Plesiosuchus Owen, 1884
  - Torvoneustes Andrade et al., 2010
  - Geosaurus Cuvier, 1824
  - Dakosaurus Quenstedt, 1856
  - Aggiosaurus Ambayrac, 1913

Teleidosaurus Eudes-Deslongchamps, 1869 (steht außerhalb der Metriorhynchidae)